# Polasara
Polasara är en ort i Indien.   Den ligger i distriktet Ganjām och delstaten Odisha, i den östra delen av landet, 1 300 km sydost om huvudstaden New Delhi. Polasara ligger 84 meter över havet och antalet invånare är 20 577.
Terrängen runt Polasara är platt åt sydväst, men åt nordost är den kuperad. Runt Polasara är det ganska tätbefolkat, med 248 invånare per kvadratkilometer. Närmaste större samhälle är Āsika, 18,5 km sydväst om Polasara. Trakten runt Polasara består till största delen av jordbruksmark.